# Natalia Pablos Sanchón
Natalia Pablos Sanchón (Madrid, 15 d'octubre de 1985) és una exfutbolista espanyola.
Davantera, començà a practicar el futbol a l'Escola Buen Retiro i acabà de formar-se al Rayo Vallecano. A la Lliga de Campions ha arribat al quarts de final amb el Bristol City. Internacional amb la selecció espanyola en vint-i-dos ocasions entre 2005 i 2015, participà a la Copa del Món de 2015. Essent considerada coma una futbolista clau de la selecció, deixà de ser convocada pel nou seleccionador estatal, Jorge Vilda.

## Palmarès
- 3 Lligues espanyoles de futbol femenina (2008-09, 2009-10, 2010-11)
- 1 Copa espanyola de futbol femenina (2008)
- 1 Women's FA Cup (2015-16)
- 1 FA Women's League Cup (2015)